# Catharsius philus
Catharsius philus är en skalbaggsart som beskrevs av Hermann Julius Kolbe 1893. Catharsius philus ingår i släktet Catharsius och familjen bladhorningar. Inga underarter finns listade.